# Gråa revet
Gråa revet är ett skär i Åland (Finland). Det ligger i den nordöstra delen av landskapet, 70 km nordost om huvudstaden Mariehamn.
Terrängen runt Gråa revet är mycket platt. Trakten är glest befolkad. Närmaste större samhälle är Brändö, 19,4 km söder om Gråa revet. 